# Midrasch ha-gadol
Midrasch ha-gadol („der große Midrasch“, abgekürzt MHG) ist die Bezeichnung für eine mittelalterliche Sammlung von Midraschim zu den fünf Büchern der Tora. Die Endredaktion fand nicht vor Ende des 13. Jahrhunderts, möglicherweise um 1350 statt. Das Werk wird heute David bar Amram al-Adani aus Aden zugeschrieben.
Es enthält sowohl halachische als auch aggadische Midraschim, Auszüge älterer Midraschsammlungen sowie rabbinischer Werke, aus Raschi, ibn Esra, Alfasi, Maimonides und anderer.
Text- und geistesgeschichtlich ist es von großem Wert, da sonst verlorene Texte wie beispielsweise die Mechilta von Rabbi Schimon ben Jochai aus ihm rekonstruiert werden konnten. Der Redaktor ordnet das Material nach dem jährlichen Lesezyklus und eröffnet jeden Wochenabschnitt mit einem Proömium in gereimten Versen. Zudem ist der Midrasch ha-gadol wertvoll für das Studium der Texte von Maimonides, da er zahlreiche Quellen enthält, auf die sich Maimonides stützte, die aber anderweitig unbekannt sind. Der Redaktor kannte und benutzte entgegen früheren Annahmen u. a. auch Mechilta und Sifre. 
Im Jemen, auf das auch viele Manuskripte als Entstehungsort hinweisen, erlangte der Midrasch ha-gadol eine besonders herausragende Stellung und verdrängte dadurch andere Midraschim, die dort bisher in Benutzung waren. Nach Europa gelangte der Text in Manuskriptform 1878, wurde an die Königliche Bibliothek zu Berlin verkauft und erstmals durch Solomon Schechter bei seiner Ausgabe von Avot de-Rabbi Nathan 1887 verwendet.

## Textausgaben
- Solomon Schechter: Midrash hag-gadol forming a collection of ancient Rabbinic homilies to the Pentateuch. Cambridge 1902 (Erstausgabe, unvollständig)
- David Hoffmann: Midrasch ha-Gadol zum Buche Exodus. Itzkowski, Berlin 1913
- Naḥūm Elijjāhū Rabinowitz: Midrāš hag-gādōl 'al ḥamišša ḥumšē tōrā, being a compilation of Halakic and Haggadic passages to the Pentateuch taken from ancient and medieval Rabbinic sources: Midrash Haggadol Leviticus. New York 1932
- Solomon Fisch: Midrash haggadol on the Pentateuch, Numbers. London 1940
- Kritische Jerusalem-Ausgabe:
  - Mordekhai Margaliyot: Midrash Haggadol. Genesis. 2 Bde. Jerusalem 1947, Nachdruck 1967
  - Mordekhai Margaliyot: Midrash Haggadol. Exodus. Jerusalem 1956, Nachdruck 1967
  - Adin Steinsaltz: Midrash HaGadol. Sefer Wajjiqra. Jerusalem 1975
  - Zvi Meir Rabinowitz: Midrash Haggadol. Numbers. Jerusalem 1957, Nachdruck 1967
  - Solomon Fisch: Midrash Haggadol. Deuteronomy. Jerusalem 1972